# Escola de Gente
A Escola de Gente - Comunicação em Inclusão (EG) é uma organização não governamental, fundada em 2002, no Rio de Janeiro pela jornalista e ativista Claudia Werneck e outros profissionais da área de comunicação,  que trabalham através da comunicação estratégica, para, de acordo com a missão oficial e registros na mídia, garantir maior inclusão social às crianças com deficiências físicas ou mentais e conscientizar a população no geral sobre as deficiências, a fim de eliminar preconceitos e promover o bem-estar geral
A organização divide seu trabalho em duas áreas: a busca pela transformação de políticas públicas em políticas públicas inclusivas  e a formação de jovens conscientes para a melhoria da sociedade.
Os objetivos da organização são, de modo declarado: seguir e apoiar qualquer tipo de pessoa, sem discriminar, segregar ou excluir.
A ONG conta com o apoio de diversas empresas e entidades, inclusive do Ministério da Cultura do Brasil. A publicação do livro Sonhos do Dia em nove formatos acessíveis é uma das realizações da ONG.
Por conta do caráter de empreendedorismo social, a ONG é parceira da Ashoka Empreendedores Sociais!Ashoka e da Fundação Avina desde 2003.

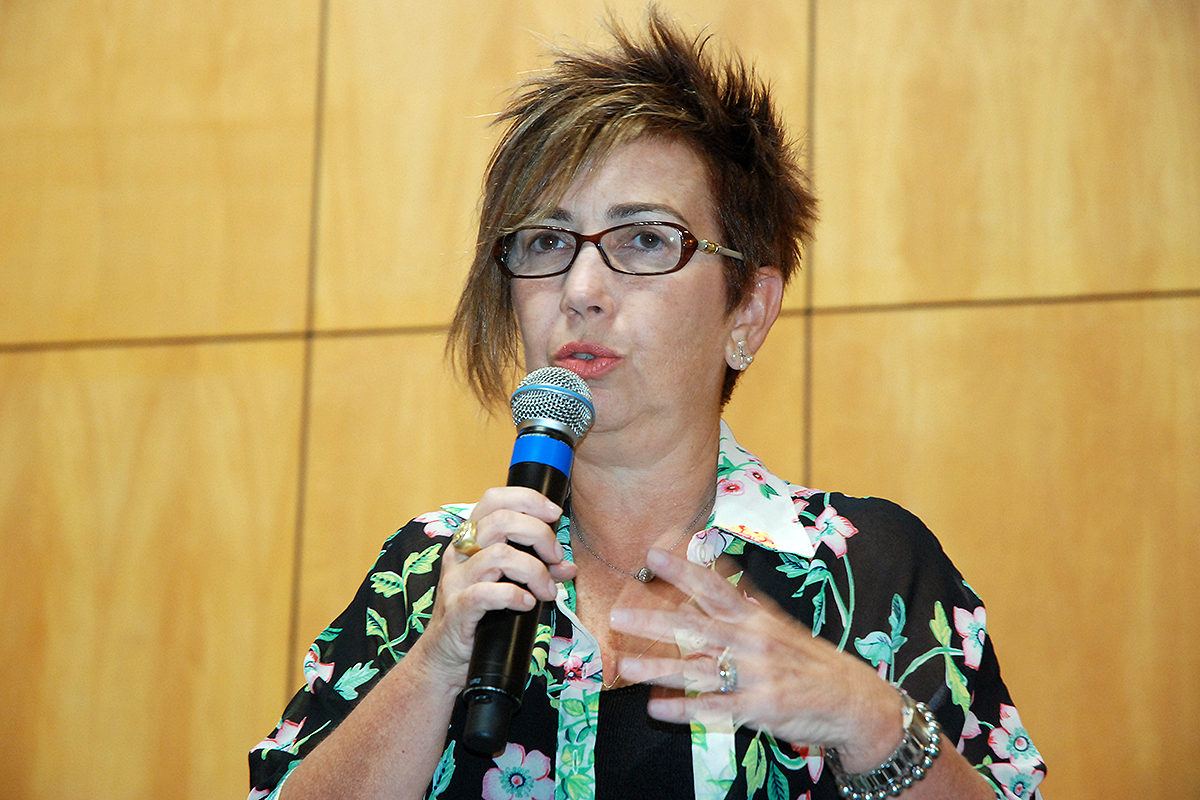
Claudia Werneck, fundadora da Escola de Gente

## Projetos
A Escola de Gente produz e realiza projetos acessíveis sobre os temas de inclusão e crianças com deficiência em diversas plataformas, como oficinas, peças teatrais e livros, com o objetivo de incluir crianças com deficiências e conscientizá-las sobre os direitos dos deficientes.

### Os Inclusos e os Sisos - Teatro de Mobilização pela Diversidade
Os "Inclusos e os Sisos - Teatro de Mobilização pela Diversidade" é um projeto da ONG Escola de Gente, que apresenta peças acessíveis, na maioria comédias, relacionadas à inclusão social. As peças são baseadas nos livros publicados pela ONG ou idealizadas pelo próprio grupo, que foi criado em 2003 pela atriz Tatá Werneck e um grupo de amigos, estudantes da Faculdade de Artes Cênicas da UniRio.
Em 2014, a Escola de Gente foi reconhecida e homenageada pelo programa Zero Project Innovative Practices, da organização Essl Foundation, situada na Áustria, pelo trabalho realizado pelo grupo Os Inclusos e os Sisos.

### Teatro Acessível
A campanha “Teatro Acessível: Arte, Prazer e Direitos”, criada em 2011, pela Escola de Gente teve a primeira peça da ação “Um Amigo Diferente” encenada pelo grupo teatral da organização, os Inclusos e os Sisos. O intuito da campanha é levar espetáculos totalmente acessíveis a diversas cidades do Brasil, promovendo a cultura da cidade local para todos, sejam as pessoas deficientes, pouco letradas ou com outras condições, além de estimular a realização de outros eventos culturais acessíveis naquela região.
No Rio de Janeiro, os espetáculos do projeto ocorrem uma vez por ano nos teatros Oi Futuro e são oferecidos a todos de forma gratuita.
O Dia Nacional do Teatro Acessível, 19 de Setembro, foi instituído pela Lei 6.139/13, do deputado Jean Wyllys e foi sugerido pela Escola de Gente, visando promover as artes cênicas acessíveis para toda a comunidade.
A campanha foi incorporada ao plano de ações do Ministério da Cultura em 2013.

## Premiações
A Escola de Gente recebeu diversas indicações, Menções Honrosas e Prêmios eis as que merecem maior destaque:
- Prêmio Empreendedor Social Ashoka McKinsey 2002[17]

Premiada na categoria Ideia Inovadora em Mobilização de Recursos com a Metodologia das Oficinas Inclusivas.
- Primeiro Concurso Rede Andi para Projetos em Comunicação no Estado do Rio de Janeiro

Durante o Primeiro Encontro da Mídia Legal em 2002 venceu o Concurso Rede Andi.
- Novos Brasis do Instituto Oi

O projeto Jovens em Rede pela Não discriminação ganhou o programa Novos Brasis do Instituto Oi em 2006.
- Pontões de Cultura

Promovido pelo Ministério da Cultura, a Escola de Gente ganhou o Primeiro lugar em 2009
- Prêmio Claro Curtas

O vídeo Vice-Versa, do grupo Os Inclusos e os Sisos recebeu menção honrosa de Melhor Comedia durante a premiação em 2009
- Premio Direitos Humanos 2011[4]

Premiada na Categoria de Garantia dos Direitos da Pessoa com Deficiência pela Presidência da República
- Ordem do Mérito Cultural

O prêmio foi entregue a Escola de Gente no dia cinco de novembro de dois mil e quatorze, Dia Nacional da Cultura, pela presidente Dilma Rousseff com o intuito de reconher as contribuições culturais feitas pela ONG à nação brasileira.